# Велика Андронівка
Вели́ка Андроні́вка — село в Україні, у Скадовській міській громаді Скадовського району Херсонської області. Населення становить 171 особу.

## Історія
Відповідно до Розпорядження Кабінету Міністрів України від 12 червня 2020 року № 726-р «Про визначення адміністративних центрів та затвердження територій територіальних громад Херсонської області» увійшло до складу Скадовської міської громади.
24 лютого 2022 року село тимчасово окуповане російськими військами під час російсько-української війни.

## Населення
Згідно з переписом УРСР 1989 року чисельність наявного населення села становила 176 осіб, з яких 75 чоловіків та 101 жінка.
За переписом населення України 2001 року в селі мешкала 171 особа.

### Мовний склад
Рідна мова населення за даними перепису 2001 року:
| Мова       | Чисельність, осіб | Доля     |
| ---------- | ----------------- | -------- |
| Українська | 161               | 94,15 %  |
| Вірменська | 10                | 5,85 %   |
| Разом      | 171               | 100,00 % |